# Claude-Antoine Prieur-Duvernois

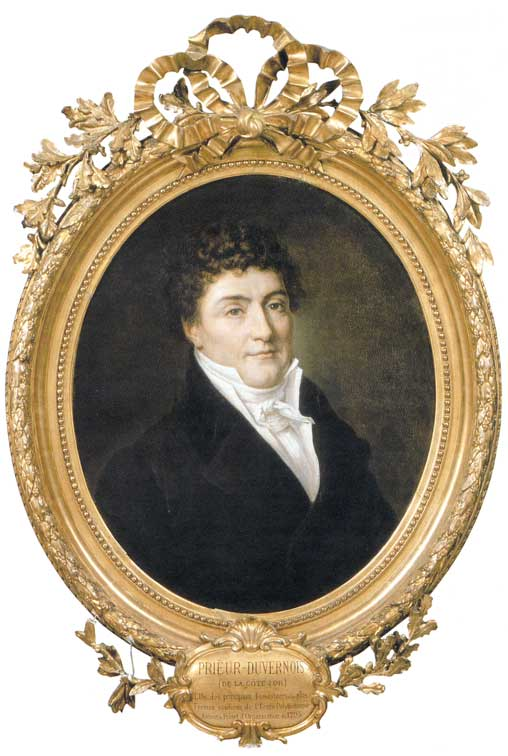
Claude-Antoine Prieur-Duvernois.

Claude-Antoine Prieur-Duvernois, född den 22 september 1763 i Auxonne, död den 11 augusti 1832 i Dijon, var en fransk politiker.
Prieur-Duvernois var vid revolutionens utbrott officer och representerade departementet Côte d'Or – till följd därav kallades han Prieur de la Côte d'Or – i lagstiftande nationalförsamlingen (1791–92) och i nationalkonventet (1792–95). I augusti 1793 insattes han i välfärdsutskottet, där han jämte Carnot ägnade sig åt krigsväsendet till lands. Det var Carnot, Prieur-Duvernois, Lindet, Jeanbon Saint André och Prieur de la Marne, som genom sitt plikttrogna arbete åstadkom, att Frankrike trots den inre anarkin kunde fortsätta kampen mot Europa. Vid statskuppen i brumaire år VIII (1799) var Prieur-Duvernois överste vid genitrupperna, men tog då avsked och ägnade sig sedan med framgång åt industrin. Prieur-Duvernois inlade stor förtjänst om metersystemets införande och var en bland grundläggarna av Polytekniska skolan. År 1808 erhöll han grevevärdighet.